# Recarga

Recarga es una banda de rock creada a mediados del 2004 en Lima, Perú. Tiene influencias musicales basadas principalmente en el punk rock, pero suele mezclar este género con otros estilos como el heavy metal, el hardcore o el hard rock.

## Integrantes
- Bismarck Cumpa (voz/bajo)
- André Vásquez (guitarra/coros)
- Sergio Bolívar (guitarra/coros)
- Nicolás Cárdenas (batería)

## Discografía
- 2005: La vida perra (Demo)
- 2006: Noches largas
- 2009: El antídoto
- 2016: El regreso de las buenas épocas (Disco en vivo)
- 2018: Recarga

## Videografía
- 2011: Videografía 2005 - 2011 (DVD)
- 2016: El regreso de las buenas épocas (Blu-ray/DVD)

## Biografía
Recarga ofrece su primer concierto el viernes 17 de diciembre del 2004 en el "Salón Imperial" con Bísmarck Cumpa (Voz/Guitarra), Juan Pablo Valdivia (Batería) y Álvaro Mathews (Bajo) como integrantes. 
El nombre de la banda se inspiró de uno de los discos de "Metallica" (Reload), al ser la finalidad de la banda “recargar” las energías de su público después de cada presentación.
El 1 de enero del 2005 publican su Demo “La Vida Perra" el cual únicamente se difundió por internet y en algunas ocasiones por copias físicas que circulaban entre el público de manera gratuita durante sus presentaciones en vivo. 
El 22 de agosto de 2006 lanzan su primer Disco Oficial que lleva como nombre "Noches Largas". Con este material la banda logra expandirse cada vez más, apoyado con la realización de videoclips producidos siempre por la banda misma.
En septiembre del 2007 entra Renzo Perales a la banda en reemplazo de Álvaro Mathews, lo que produce un intercambio de roles dentro de la banda: Renzo Perales (Guitarra), Bismarck Cumpa (Voz/Bajo)
Durante el año 2008 la banda toca constantemente en diversos distritos de Lima y algunas provincias del Perú, incursionando a la vez en la producción de videoclips.
El 9 de septiembre de 2009 lanzan su segundo disco Oficial que lleva como nombre “El Antídoto”. Este álbum demuestra una faceta más consistente y potente de la banda, la cual empieza a descubrir su propio sonido.
En enero del 2010 se une André Vásquez a la banda como 2.º guitarrista, empezando así la gira nacional durante todo ese verano, visitando distintas ciudades del Perú como: Pucallpa, Huancayo, Huánuco, Trujillo y Huaral. 
A fines de año 2010 Renzo Perales se retira de Recarga tras decidir erradicar en Brasil por motivos personales, quedando André Vásquez como único guitarrista de la banda. De esta manera Recarga regresa a su formación de “power trío”.
A mediados del 2011 la banda graba 4 temas nuevos los cuales son incluidos en una reedición física del disco “El Antídoto” a la par con el lanzamiento de su primer DVD "Videografía 2005 - 2011", la cual hace un compilado de todo su material audiovisual (videoclips, documentales, detrás de cámaras, etc)
Durante el año 2012 y 2013 Recarga continúa con sus presentaciones en distintos puntos de la ciudad de Lima de manera ininterrumpida, dando en agosto del 2013 un concierto de despedida, con el cual deciden hacer un alto a su trayectoria como banda por un tiempo indefinido.
El 1 de julio del 2015 se publica en internet el sencillo “Aún queda”, con el que Recarga anuncia oficialmente su regreso. El 8 de octubre del mismo año la banda ofrece un concierto de regreso.
En esta nueva etapa se integró a la formación a Sergio Bolívar como 2.º guitarrista.
En febrero de 2016 se lanza el primer disco en vivo de Recarga llamado "El Regreso de las Buenas Épocas" Disponible también en Blu-ray/DVD. Este año se caracterizó por una agenda llena de conciertos durante cada mes, tanto en Lima como en provincia.
En junio de 2017 Nicolás Cárdenas se convierte en el nuevo baterista de Recarga tras la decisión de Juan Pablo Valdivia de erradicar en Francia por motivos personales.
El 13 de mayo del 2018 se lanza el disco homónimo de la banda (Recarga), su tercer álbum en estudio, lo que consolida su regreso y marca un nuevo camino en adelante.
- Datos: Q30917154